# Château de Lauriston
Le château de Lauriston est une maison-tour du XVIe siècle à Édimbourg en Écosse, surplombant le Firth of Forth. Le vaste terrain, Lauriston Castle Gardens, est un parc local. Le château a été légué à la Société d’Édimbourg (après 1975, connue sous le nom de Conseil municipal d’Édimbourg) et accueille la Garden Party annuelle du Lord Provost d'Édimbourg. La maison est un bâtiment classé de catégorie A et le jardin est inclus dans l’inventaire des jardins et des paysages d'Écosse.

## Historique
La maison d'origine est construite vers 1590 par le lord Archibald Napier de Merchiston (le père de John Napier (1550–1617), inventeur des logarithmes). Elle fut ensuite acquise en 1683 par la famille Law of Brunton du clan Law of Lawbridge, devenue ensuite Law de Lauriston, baronet de Lauriston en Écosse et père de John Law de Lauriston, et marquis de Lauriston en France au XIXe siècle. La branche cadette de cette famille conserva le château jusqu'en 1823.
William Robert Reid, propriétaire de Morison & Co., une entreprise d’ébénisterie d’Édimbourg, a acquis le château de Lauriston en 1902, a installé une plomberie et une électricité modernes, et lui et sa femme Margaret ont rempli la maison d’une collection de meubles et d’œuvres d’art raffinés. Les Reid, n’ayant pas d’enfants, léguèrent leur maison à la nation écossaise à la condition qu’elle soit conservée inchangée. Le conseil municipal d’Édimbourg administre la maison depuis la mort de Mme Reid en 1926, qui offre aujourd’hui un aperçu de la vie édouardienne dans une maison de campagne écossaise. 
En 2013, il a été suggéré que le château pourrait être rénové et transformé en résidence officielle pour le Lord Provost d’Édimbourg, mais la proposition n’a pas été acceptée en raison des coûts. 

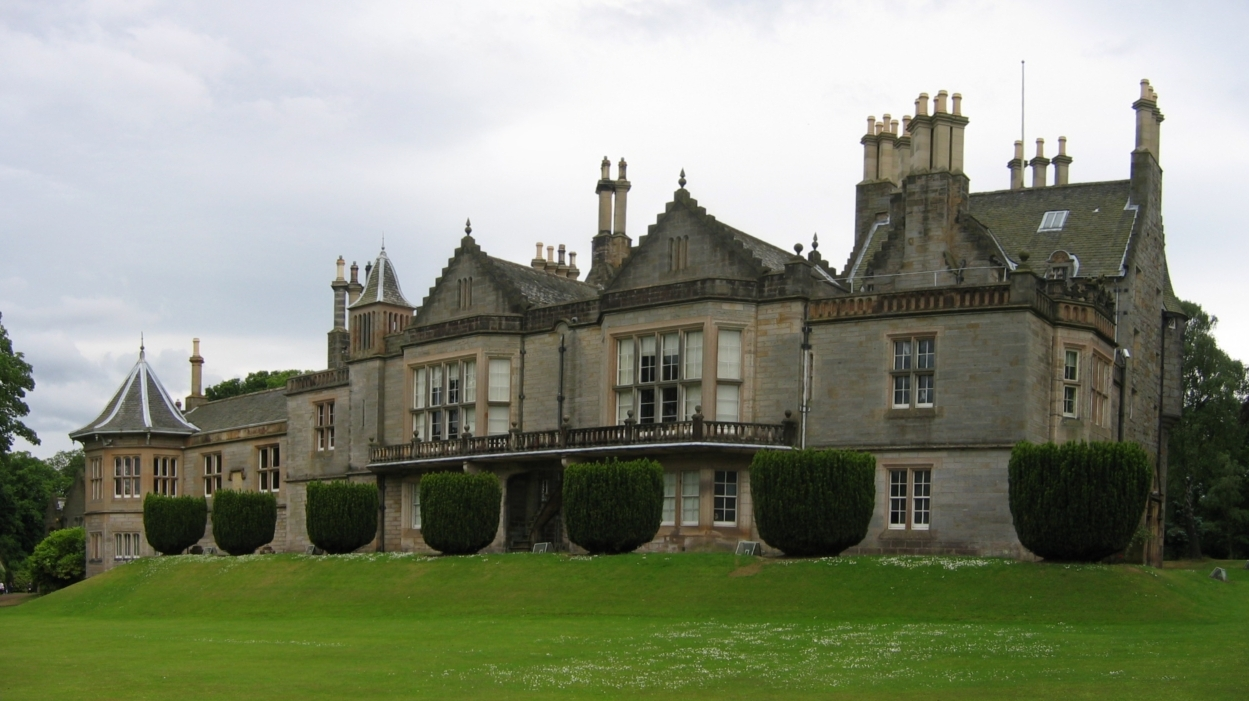
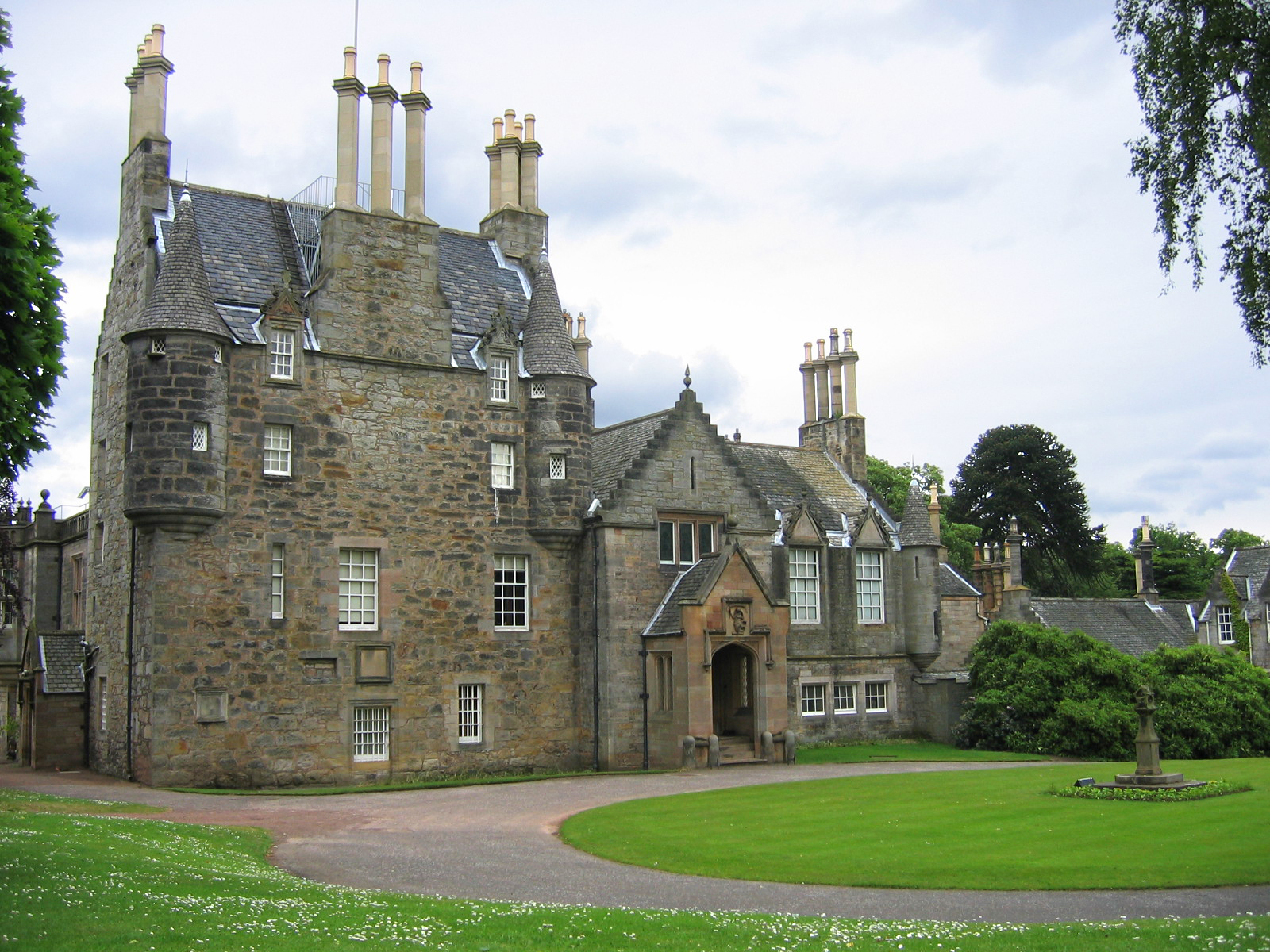

## Jardins
Les vastes jardins de Lauriston sont ouverts gratuitement au public et sont de styles et de formes différents. L’ajout le plus récent est un jardin japonais remarquable d’un hectare. Le jardin, construit par Takashi Sawano et dédié au jardin de l’amitié Édimbourg-Kyoto, a ouvert ses portes en août 2002. 
À l’arrière du château, il y a de belles vues sur le Firth of Forth et au-delà jusqu’à Fife, dont profitent les membres du club de croquet d’Édimbourg sur les trois pelouses de croquet aménagées sur le terrain du château entre 1950 et 1955.

## Fantôme
Comme tout château écossais, la légende raconte qu'il est hanté par un fantôme que l'on entend marcher dans les pièces.